# Spododes albipunctata
Spododes albipunctata là một loài bướm đêm trong họ Geometridae.